# Сенат (Друга імперія)

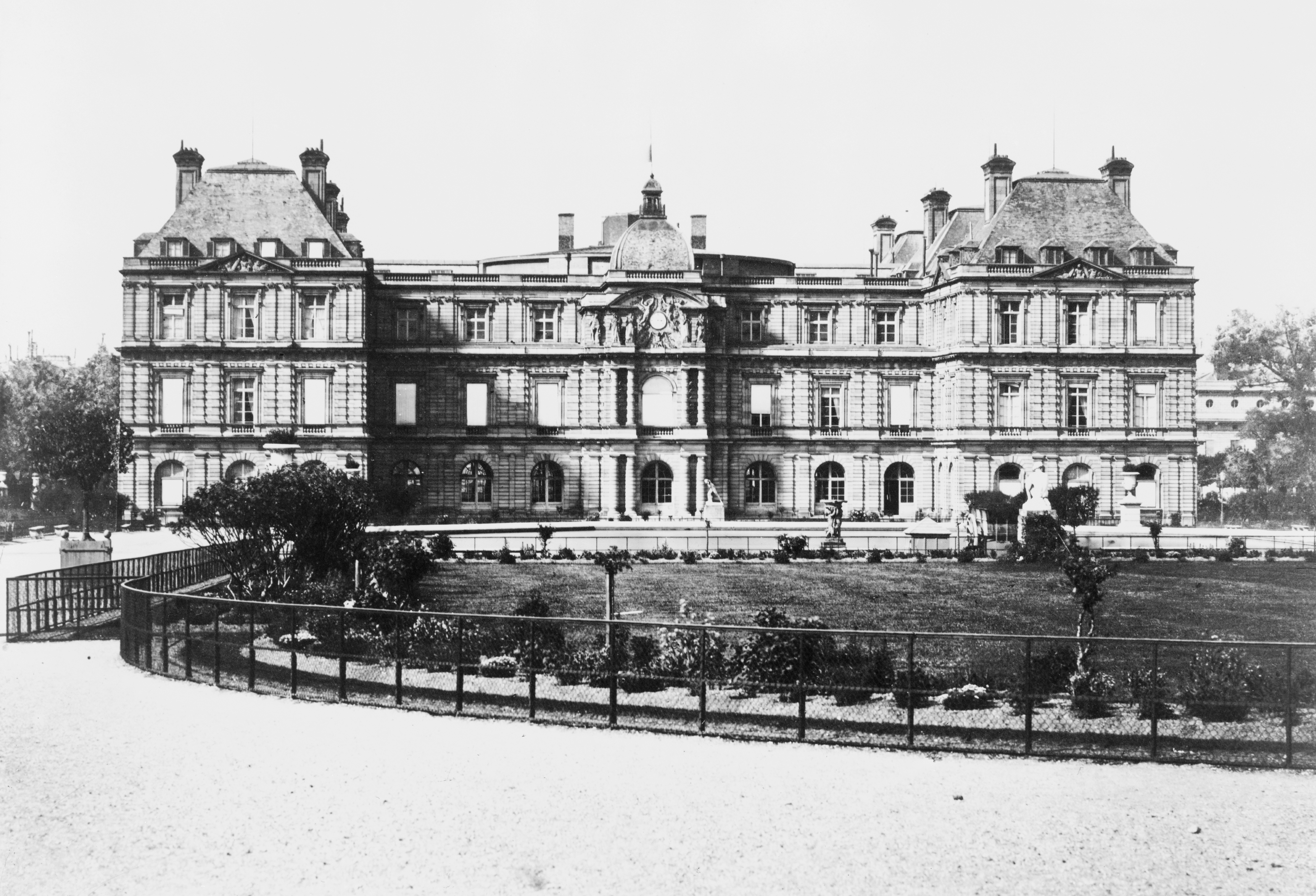
Люксембурзький палац у часи Другої імперії

Сена́т (фр. Sénat) — вищий законодавчий орган у Франції часів Другої імперії (1852—1870).

## Передісторія
2 грудня 1851 року президент Другої французької республіки Луї-Наполеон Бонапарт вчинив державний переворот, в результаті якого приблизно через рік республіканська форма правління була ліквідована, а замість неї проголошена імперія на чолі з імператором Наполеоном III.
У своїй декларації від 2 грудня майбутній імператор звинуватив в необхідності державного перевороту диктат однієї з гілок влади — Законодавчих зборів, і зажадав зміни державної системи. Такі зміни були зафіксовані в конституції від 14 січня 1852 року.

## Функціонування
Згідно з новою конституцією, Сенат був вищим органом законодавчої влади. За погодженням з урядом він міг змінювати в країні все, крім фундаментальних основ держави — такі дії вимагали схвалення на референдумі.